# Thủy điện Nậm Na 1
Thủy điện Nậm Na 1 là công trình thủy điện xây dựng trên dòng nậm Na trên vùng đất bản Nậm Cáy xã Hoang Thèn huyện Phong Thổ tỉnh Lai Châu, Việt Nam.
Thủy điện Nậm Na 1 có công suất lắp máy 30 MW với 3 tổ máy, sản lượng điện hàng năm 125 triệu KWh, khởi công tháng 12/2014, hoàn thành tháng 6/2018.

## Nậm Na
Nậm Na là một phụ lưu của sông Đà. Sông bắt nguồn từ Vân Nam, Trung Quốc và có tên Meng La He (sông Meng La). Nậm Na chảy vào đất Việt ở bản Pa Nậm Cúm, xã Ma Ly Pho, huyện Phong Thổ, tỉnh Lai Châu  22°35′57″B 103°9′39″Đ / 22,59917°B 103,16083°Đ.
Vào đất Việt nó có đoạn ngắn chảy hướng đông, sau đó chuyển đông nam, tây nam rồi nam. Đến xã Lê Lợi, huyện Nậm Nhùn, Lai Châu thì đổ vào sông Đà.
Các bậc thủy điện trên dòng Nậm Na: 
- Thủy điện Nậm Na 1.
- Thủy điện Nậm Na 2 công suất lắp máy 66 MW, sản lượng điện hàng năm 254 triệu KWh, khởi công tháng 5/2009, hoàn thành tháng 1/2015, tại xã Phìn Hồ huyện Sìn Hồ tỉnh Lai Châu [4]. 22°29′37″B 103°13′54″Đ / 22,493591°B 103,231785°Đ
- Thủy điện Nậm Na 3 công suất lắp máy 84 MW, sản lượng điện hàng năm 361 triệu KWh, khởi công tháng 1/2012, hoàn thành tháng 1/2017, tại xã Chăn Nưa huyện Sìn Hồ tỉnh Lai Châu [5][6]. 22°17′57″B 103°09′41″Đ / 22,299178°B 103,161471°Đ